# Malèna
Malèna é um filme italiano e norte-americano de 2000, estrelado por Monica Bellucci e Giuseppe Sulfaro. Foi dirigido e escrito por Giuseppe Tornatore a partir de uma história de Luciano Vincenzoni.
Malèna foi indicada ao Oscar de melhor fotografia e melhor trilha sonora.

## Sinopse
O filme se passa em Castelcutó, uma pequena cidade da Sicília, durante a Segunda Guerra Mundial. Lá, Renato Amoroso, um garoto de doze anos que mora com seus pais e irmãs mais velhas, encontra seus colegas à tarde para observar Maddalena Scordia, conhecida na cidade como Malèna, uma linda jovem de 27 anos, casada com Nino Scordia, um soldado enviado para a África após a declaração de guerra na Itália. Todo dia que ela sai para a cidade, ele a observa e a admira, seguindo-a e espionando-a, através das janelas de sua casa.

## Recepção
O Metacritic, que usa uma média ponderada, atribuiu ao filme uma pontuação de 54 em 100, baseado em 22 críticos, indicando críticas "mistas ou médias".

## Elenco
- Monica Bellucci (Maddalena Scordia, conhecida como Malèna)
- Giuseppe Sulfaro (Renato Amoroso)
- Luciano Federico (Pai de Renato)
- Matilde Piana (Mãe de Renato)
- Pietro Notarianni (Professor Bonsignore)
- Gaetano Aronica (Nino Scordia)
- Gilberto Idonea (Advogado Centorbi)
- Angelo Pellegrino (Secretário político do partido fascista)
- Elisa Morucci (Lupetta)
- Gabriella Di Luzio (amante do barão)

## Trilha sonora
A trilha sonora foi composta por Ennio Morricone.
O álbum foi indicado ao Oscar de melhor trilha sonora e ao Globo de Ouro de melhor trilha sonora.
A faixa-título "Malèna" foi gravada por Yo-Yo Ma e cantada por Hayley Westenra com letras de Hayley Westenra.

### Lista de faixas
1. Inchini Ipocriti E Disperazione
2. Malèna
3. Passeggiata In Paese
4. Visioni
5. Nella Casa...
6. Malèna (End Titles)
7. Linciaggio
8. Orgia
9. Il Ritorno
10. Bisbigli Della Gente
11. Ma L'Amore No
12. Casino Bolero
13. Altro Casino
14. Visioni (Fantasie D'Amore)
15. Cinema D'Altri Tempi
16. Ipocrisie
17. Pensieri Di Sesso
18. Momenti Difficili

## Premiações
| Prêmio                                | Categoria                          | Destinatário        | Resultado |
| ------------------------------------- | ---------------------------------- | ------------------- | --------- |
| Oscar                                 | melhor fotografia                  | Lajos Koltai        | Indicado  |
| Oscar                                 | melhor trilha sonora               | Ennio Morricone     | Indicado  |
| Prêmios Globo de Ouro                 | melhor filme em língua estrangeira |                     | Indicado  |
| Prêmios Globo de Ouro                 | melhor trilha sonora               | Ennio Morricone     | Indicado  |
| British Academy Film Awards           | melhor filme em língua não inglesa |                     | Indicado  |
| Nastro d'Argento                      | melhor trilha sonora               | Ennio Morricone     | Venceu    |
| Nastro d'Argento                      | melhor edição                      | Massimo Quaglia     | Indicado  |
| Nastro d'Argento                      | melhor figurino                    | Maurizio Millenotti | Indicado  |
| Nastro d'Argento                      | melhor design de produção          | Francesco Frigeri   | Indicado  |
| Festival de Berlim                    | Urso de Ouro                       | Giuseppe Tornatore  | Indicado  |
| David di Donatello                    | melhor fotografia                  | Lajos Koltai        | Venceu    |
| David di Donatello                    | melhor trilha sonora               | Ennio Morricone     | Indicado  |
| David di Donatello                    | melhor design de produção          | Francesco Frigeri   | Indicado  |
| David di Donatello                    | melhor figurino                    | Maurizio Millenotti | Indicado  |
| Festival de Cinema de Cabourg         | Grand Prix                         | Giuseppe Tornatore  | Venceu    |
| Prémios do Cinema Europeu             | melhor diretor                     | Giuseppe Tornatore  | Indicado  |
| Prémios do Cinema Europeu             | melhor atriz                       | Monica Bellucci     | Indicado  |
| Las Vegas Film Critics Society Awards | melhor filme estrangeiro           |                     | Indicado  |
| Phoenix Film Critics Society Awards   | melhor filme estrangeiro           |                     | Indicado  |
| Prêmios Satellite                     | melhor filme estrangeiro           |                     | Indicado  |
| Prêmios Satellite                     | melhor trilha sonora               | Ennio Morricone     | Indicado  |